# اوولیتا ۱۸۹۸۴
سیارک ۱۸۹۸۴ (به انگلیسی: 18984 Olathe، نامگذاری:2000RA8) هجده هزار و نهصد و هشتاد و چهارمین سیارک کشف شده‌است که در ۲ سپتامبر ۲۰۰۰ کشف شد.
قدر مطلق سیارک برابر ۱۳٫۳۰ است.